# Georg Münzenberger
Bartholome F. Georg Münzenberger (* 1804; † 1870) war ein deutscher Maler, Kupferstecher, Lithograf, Zeichenlehrer, Kunst- und Immobilienhändler.

## Leben
Münzenberger war Sohn des Particuliers Jakob Münzenberger aus Meckenheim und dessen Ehefrau Marianne, geborene Lang. Vom Schuljahr 1829/1830 bis 1832/1833 studierte er Malerei an der Kunstakademie Düsseldorf. Dort war insbesondere der Kupferstecher und Maler Ernst Carl Thelott sein Lehrer. In den Jahren 1833 bis 1836 trat er durch etliche Stiche mit religiösen Motiven hervor, die er unter anderem nach Vorlagen von Wilhelm Schadow, Fra Bartolommeo, Eduard Bendemann, Raffael, Friedrich Overbeck und Heinrich Mücke schuf, etwa nach Bendemanns Die trauernden Juden im Exil. Auch stach er Schadows Bildnis des Prinzen Friedrich von Preußen.
Er arbeitete außerdem als Zeichenlehrer, später als Kunsthändler, und heiratete Franziska Wilhelmine, geborene Reckum (~1800–1849). Dem Paar, das im Haus Altestadt 4 wohnte, wurden 1830 die Tochter Therese Wilhelmine und 1832 die Tochter Pauline geboren, welche 1864 den Düsseldorfer Genremaler Joseph Minjon heiratete, ferner 1833 der Sohn Ernst Franz August, der ein katholischer Geistlicher wurde.